# Gazzaniga
Gazzaniga – miejscowość i gmina we Włoszech, w regionie Lombardia, w prowincji Bergamo.
Według danych na styczeń 2009 gminę zamieszkiwało 5120 osób przy gęstości zaludnienia 349,5 os./1 km².